# Klingbergstraße 39 (Boizenburg)

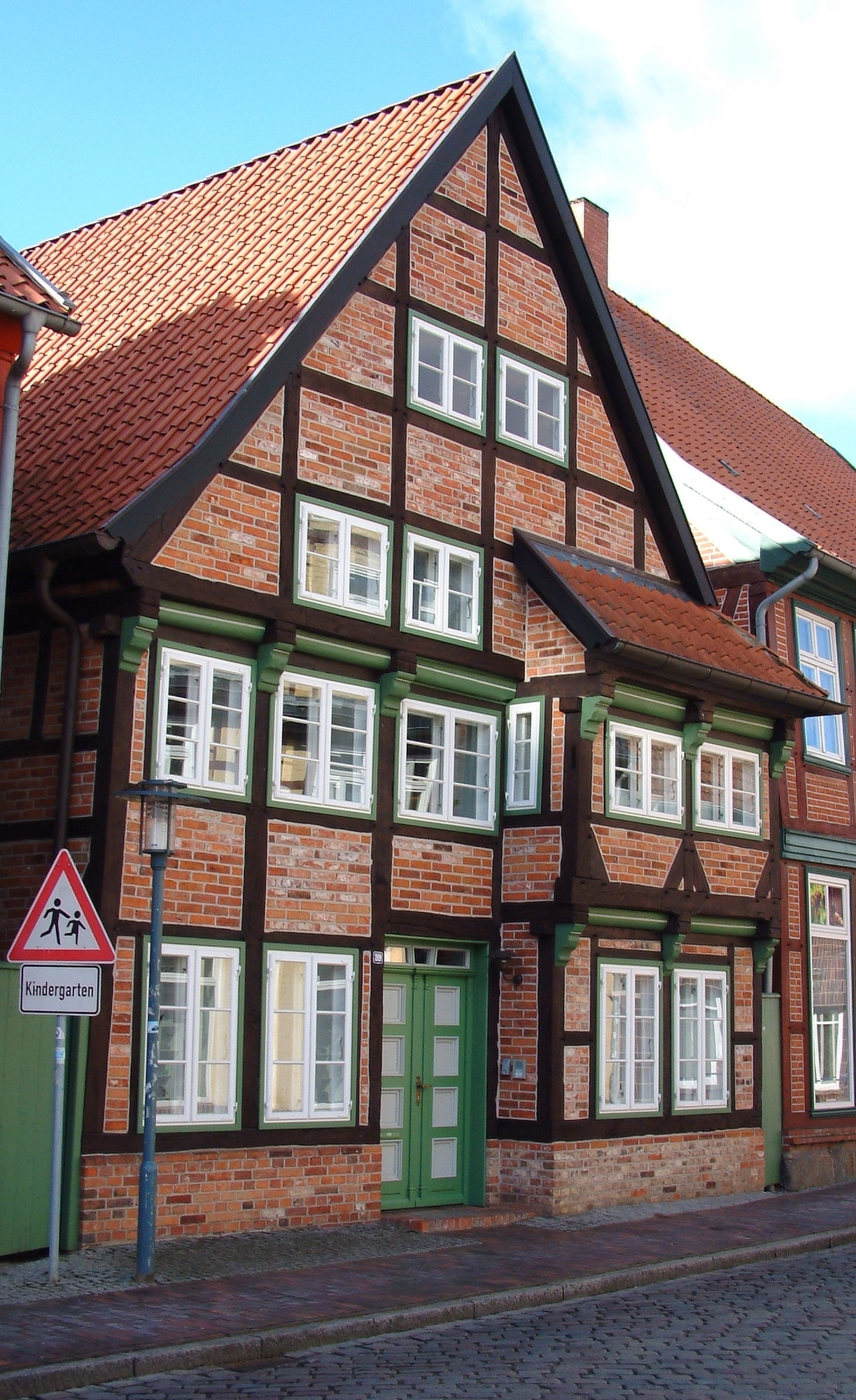

Das Wohn- und Geschäftshaus Klingbergstraße 39 in Boizenburg/Elbe (Mecklenburg-Vorpommern) ist eines der ältesten Fachwerkgebäude des Ortes und entstand im 17. Jahrhundert.
Das Gebäude steht unter Denkmalschutz.

## Geschichte
Die Fliesenstadt Boizenburg mit 10.730 Einwohnern (2019) wurde 1171 erstmals erwähnt. 1709 brannten viele Häuser ab.
Das zweigeschossige barocke Fachwerkhaus mit Ausfachungen aus Backsteinen und mit einem Erker stammt noch aus dem 17. Jahrhundert. Das Haus wurde in den 2000er Jahren im Rahmen der Städtebauförderung saniert.
Die Stadt hat neben dem Rathaus viele weitere Fachwerkhäuser, wie z. B. Reichenstraße Reichenstraße 1, 15 und 17, Wallstraße 32, Große Wallstraße 11 und 19, Königstraße 23 und 24, in Fiefhusen oder am Bollenberg und den Barock-Pavillon am Wall.